# Quint Apuleu Pansa
Quint Apuleu Pansa (en llatí: Quintus Appuleius Pansa) va ser un magistrat romà que va viure al segle iii aC. Formava part de la gens Apuleia, i portava el cognomen de Pansa.
Va ser cònsol de Roma l'any 300 aC juntament amb Marc Valeri Corvus. Durant el seu període consolar (un any) va assetjar la ciutat de Nequinum a l'Úmbria, però no va aconseguir la seva conquesta.